# تجارة حرة

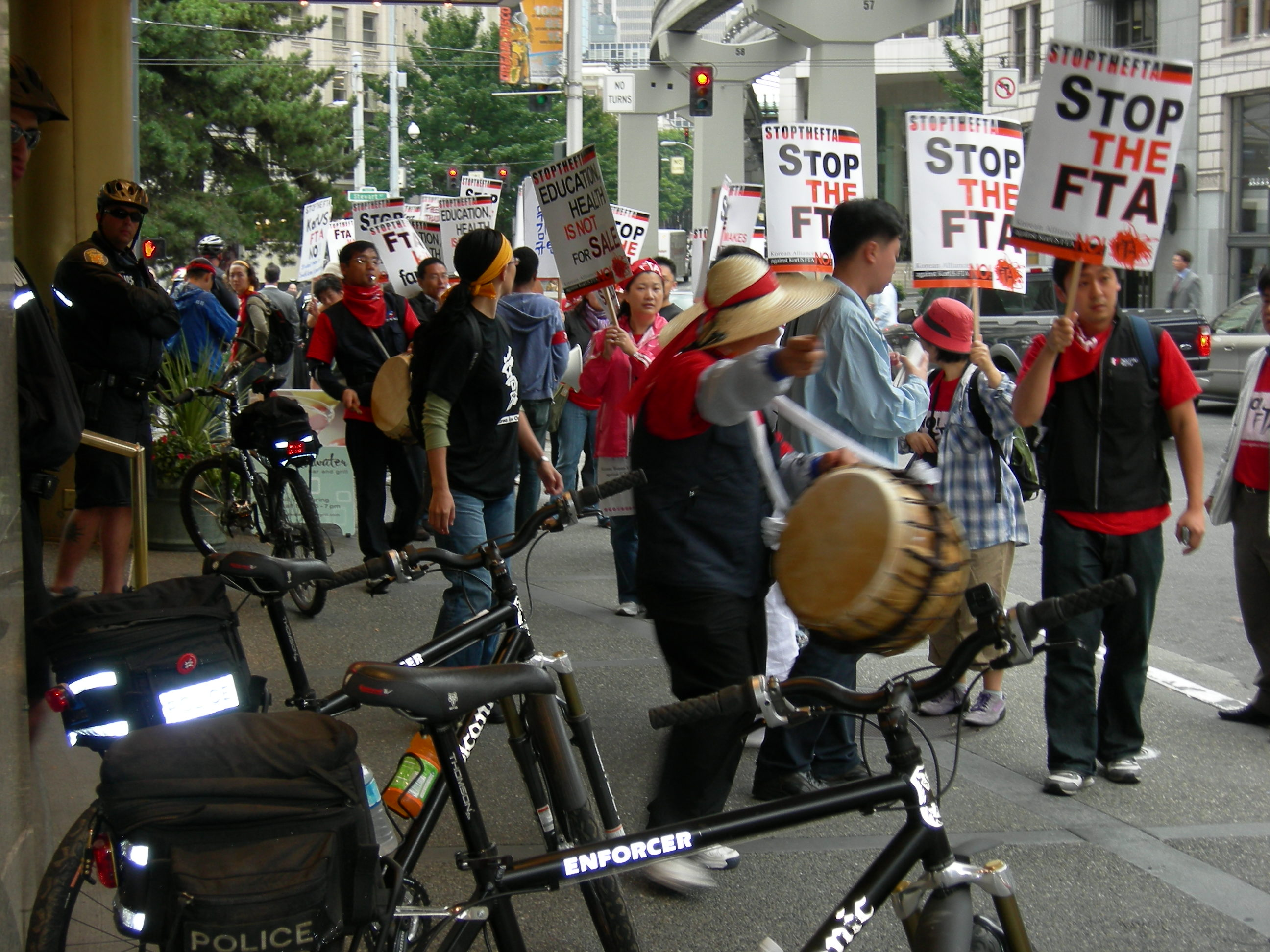
مظاهَرة ضد مفاوضات منطقة التجارة الحرة و.متحدة.أ-كوريا.ج

التجارة الحرة هي سياسة تجارية لا تضع قيودًا على الصادرات ولا الواردات. يمكن أن تفهم التجارة الحرة كذلك على أنها فكرة السوق الحرّة عندما تطبّق على التجارة العالميّة. في الحكومة، غالباً تدافع الأحزاب السياسية التي تتبنى مواقف ليبرالية اقتصادياً عن التجارة الحرة، أمّا أحزاب اليسار الاقتصادي والأحزاب الوطنية فتدعم عادةً سياسة الحماية، وهي نقيض التجارة الحرة.
معظم دول العالم اليوم أعضاء في اتفاقيات التجارة متعددة الأطراف في منظمة التجارة العالمية. أفضل الأمثلة على التجارة الحرة قرار بريطانيا العظمى الأحاديّ في تقليل القيود والواجبات على الاستيراد والتصدير منذ أواخر القرن الثامن عشر حتى عشرينيات القرن العشرين. أمّا المسلك البديل القاضي بإنشاء مناطق تجارة حرة بين مجموعات من الدول بالاتفاق، ك المنطقة الاقتصادية الأوروبية أو أسواق ميركوسور المفتوحة، فيبني حاجزًا حمائيًّا بين هذه المنطقة وبقيّة العالم. لم تزل معظم الحكومات تفرض بعض سياسات الحماية بهدف دعم التوظيف المحلّيّ، من هذه السياسات تطبيق التعريفات الجمركية على الواردات أو الضرائب على الصادرات. قد تحدّ الحكومات التجارة الحرة أيضًا بهدف الحدّ من تصدير الموارد الطبيعيّة. من الحواجز الأخرى التي تعيق التجارة: فرض حصص للتوريد، والضرائب، والحواجز غير الجمركية كالتشريعات التنظيمية.
تاريخيًّا، تزايد الانفتاح على التجارة الحرة بقوّة بين 1815 واندلاع الحرب العالمية الأولى. تزايد الانفتاح التجاري مرة أخرى في عشرينيات القرن العشرين، ولكنه انحدر (لا سيما في أوروبا وشمال أمريكا) في فترة الكساد الكبير. ثم تزايد الانفتاح التجاري بقوة مرّة أخرى منذ خمسينيات القرن العشرين (وإن كان تباطأ في فترة أزمة النفط في السبعينيّات). يؤكّد علماء الاقتصاد والمؤرّخون الاقتصاديّون أن المستويات الحالية من الانفتاح التجاري هي أعلى المستويات التي شهدها العالم.
بين علماء الاقتصاد إجماعٌ واسع على أنّ سياسات الحماية لها أثر سلبي على النموّ الاقتصاديّ والرفاه الاقتصادي، أمّا التجارة الحرّة وتقليل الحواجز التجاريّة فلهما أثر إيجابي على النموّ الاقتصاديّ والاستقرار الاقتصاديّ. مع هذا، فقد يسبب تحرير التجارة خسائر كبيرة غير متساوية التوزّع، والتفكّك الاقتصاديّ للعاملين في القطّاعات المنافسة للواردات.

## نظرية التجارة الحرة
ترى هذه النظرية ضرورة وجود تجارة حرة في جميع مناطق البلاد. فمثلاً يكسب المستهلكون في إنديانا، إحدى الولايات المتحدة الأمريكية، من شراء البرتقال من ولاية كاليفورنيا حيث إنتاج البرتقال أقل تكلفة وقد يكسبون أيضًا إذا اشتروا البضائع الصوفية من بريطانيا، إذ أمكن إنتاج هذه البضائع هناك بتكلفة أقل منها في الولايات المتحدة الأمريكية.
ويعتمد التفكير في التجارة الحرة على مبدأ الميزة النسبية.وطبقًا لهذا المبدأ تقود قوى السوق المنتجين في منطقة ما إلى أن يتخصصوا في أكبر المنتجات كفاءة، أو التي تكون تكلفتها في الحد الأدنى وأرباحها في الحد الأقصى. وتستورد كل منطقة السلع التي يكون إنتاجها أكثر تكلفة عليها. وهذه السياسة تؤدي إلى أكبر إنتاج عالمي شامل، حتى يتمكن المستهلكون من تلقي أكبر حجم ممكن من السلع بأقل الأسعار.

## سياسة التجارة الحرة
من حجج سياسة التجارة الحرة
- ان حرية التجارة تتيح للدولة مزايا تقسيم العمل والتخصص الجغرافي .
- تقوم التجارة الدولية نتيجة لاختلاف في التكاليف النسبية ويرجع ذلك لعوامل الإنتاج.
- يصعب في ظل حرية التجارة قيام المنشأت الاحتكارية وانتشارها بنسب متباينة فمثلا رأس المال يوجد بكثرة في الولايات المتحدة الأمريكية والأرض الزراعية توجد وتتوفر في أستراليا والعمل في الهند لذلك يتعين إنتاج السلع التي تحتاج الكثافة في رأس المال في الولايات المتحدة والأرض الزراعية في أستراليا وتحتاج إلى الايدي العاملة في الهند ومن ثم يتم التبادل بين هذه الدول وهذا لن يتحق الا في ظل حرية التجارة.
- ان الرسوم الجمركية لها الكثير من العيوب والاثار الاقتصادية غير مرغوبة فهي تجبر المستهلك على دفع الضريبة وتفقد ثقة رجال الأعمال في الأوضاع الاقتصادية وتؤدي إلى نقص ملموس في التجارة الدولية.
- تحتاج سياسة الحماية إلى تشريعات عديدة كثيرة وما يترتب عليها اثار والنتائج الاقتصادية.

## اعتراضات على التجارة الحرة
بالرغم من الكفاءة العالمية للتجارة الحرة، فإن معظم الدول تفضِّل نظام الحماية. وأحد الأسباب هو الحالة غير المستقرة للشؤون العالمية. ويعتقد بعض الناس أنه مادام هناك خطر احتمال نشوب حرب فإن البلاد يجب ألا تعتمد تمامًا على المواد الأجنبية. والسبب الآخر هو دعم دخول العمال، والشركات التي قد تُضار بسبب المستوردات ذات السعر المنخفض. وتستخدم كثير من الدول الأقل نموًا نظام الحماية التجارية، لتشجيع صناعاتها الصغيرة.
ويبرر أولئك الذين يفضلون التجارة الحرة، بأن الحماية التجارية قد تحول دون رخاء البلاد، وقد تؤدي إلى العزلة القومية وإلى الغيرة القومية، وإلى التهديد بالحرب، والذي بدوره يتطلب حماية أكبر ـ وهم يعتقدون أن التجارة الحرة تؤدي إلى التفاهم الدولي والسلام العالمي.

## خصائص
قد تعزز سياسات التجارة الحرّة هذه الخصائص:
- تجارة البضائع دون ضرائب (ولا تعاريف جمركية) ولا حواجز تجارية أخرى (كفرض حصص التوريد أو الدعم الحكومي للمنتِجين). التجارة بالخدمات بلا ضرائب ولا حواجز تجارية أخرى.
- غياب السياسات «المعيقة للتجارة» (كالضرائب والدعم الحكومي والقوانين والتشريعات) التي تفضّل بعض الشركات أو الأُسَر أو عوامل الإنتاج على بعض.
- الوصول الحرّ إلى الأسواق.
- الوصول الحرّ إلى معلومات السوق.
- عجز الشركات عن التحكّم بالأسواق باستعمال الاحتكار أو احتكار القلّة الذي تفرضه الحكومة. اتفاقيات التجارة التي تشجّع التجارة الحرّة.

## الاقتصاد

### نماذج اقتصادية
لفهم الفوائد المقترحة للتجارة الحرّة طريقتان:
1) من خلال نظرية ديفيد ريكاردو عن الأفضلية المقارنة،
2) بتحليل آثار التعاريف الجمركية وحصص التوريد.
يمكن استعمال التحليل الاقتصادي لقانون العرض والطلب وآثار الضرائب من أجل إظهار المنافع والمضارّ النظريّة للتجارة الحرّة.
يقترح معظم الاقتصاديين أنّه حتّى الدول النامية يجب أن تخفّض تعاريفها الجمركيّة، ولكن الاقتصاديّ ها جون تشانغ، وهو مناصر للسياسة الصناعية، يؤمن أنه يمكن تبرير التعاريف الجمركية العالية في الدول النامية لأن فرق الإنتاج بينها وبين الدول المتطورة اليوم أعلى بكثير من الفرق الذي واجهته الدول المتطورة عندما كانت في نفس المستوى التقني. يعتقد تشانغ أن الدول المتخلّفة اليوم لاعبون ضعفاء في نظام شديد التنافسيّة. من النقود التي توجّهت إلى رأي تشانغ أن الدول النامية تستطيع استعمال التقنيات المصنوعة في الخارج أما الدول المتطورة فعليها أن تصنع تقنياتها لنفسها وأن الدول النامية تستطيع أن تبيع لأسواق التصدير أغلى مما كانت تستطيعه أي دولة في القرن التاسع عشر.
إذا كان التبرير الرئيس للتعاريف الجمركية هو دعم الصناعات القاصرة، فإن التعاريف يجب أن تكون عاليةً حتّى تسمح للبضائع المصنّعة محلّيًّا أن تنافس البضائع المستوردة وتنجح في المنافسة. تعرَف هذه النظريّة بنظرية التصنيع لاستبدال الواردات، وتعدّ من النظريّات غير الفعّالة في البلدان النامية اليوم.

### التعاريف الجمركية
يحلّل المخطط جانبًا أثر فرض تعاريف جمركية على واردات بعض البضائع المتخيَّلة. قبل فرض التعريف، يكون السعر في السوق العالمي والسوق الوطني وا

حدًا. يرفع التعريف الجمركي السعر إلى السعر مع التعريفة. يسبب ارتفاع السعر ازديادًا في الإنتاج الوطني من كمية العرض 1 إلى كمية العرض 2.
ينتج عن هذا ثلاثة آثار رئيسة على الرفاه المجتمعي. يصبح المستهلكون أسوأ حالًا لأن فائض المستهلك (المنطقة الخضراء) أصبحت أصغر. يصبح المنتجون أفضل حالًا لأن فائض المنتج (المنطقة الصفراء) أصبحت أكبر. للحكومة أيضًا واردات ضريبية إضافية (المنطقة الزرقاء). مع هذا، فإن خسارة المستهلكين أكبر من ربح المنتجين والحكومة. يظهر حجم الخسارة المجتمعية في المثلّثين الزهريين. إزالة التعاريف الجمركية واعتماد التجارة الحرة مكسب صافٍ للمجتمع.
إذا حللنا هذه التعاريف الجمركية من منظور بلد منتج صافٍ فإنه سيؤدي إلى نتائج قريبة جدًّا. من منظور هذا البلد، يجعل التعريف الجمركي المنتجين أسوأ حالًا والمستهلكين أفضل حالًا، ولكن خسارة المنتجين أكبر من ربح المستهلكين (لا وجود لعائدات الضرائب في هذه الحالة لأن البلد المحلَّل لا يجمع التعاريف الجمركيّة). وبتحليلات مشابهة تظهر تعريفات التصدير الجمركية، وحصص التوريد وحصص التصدير نتائج مطابقة.
يكون المستهلكون أحيانًا أفضل حالًا والمنتجون أسوأ حالًا، ويكون العكس أحيانًا أخرى، ولكن في جميع الحالات يسبب فرض قيود تجاريّة خسارة صافية للمجتمع لأن الخسائر التي تجرّها القيود التجاريّة أكبر من الأرباح التي تنتج عنها. تصنع التجارة الحرّة رابحين وخاسرين، ولكن الأدلة النظرية والتجريبية تظهر أن حجم الأرباح فيها أكبر من حجم الخسائر.

### تحويل التجارة
وفقًا للنظرية الاقتصاديّة السائدة، فإن فرض التعاريف الجمركية على بعض الدول والالتزام باتفاقيات التجارة الحرة مع دول أخرى قد يؤدي إلى عجزٍ اقتصاديّ في عملية تحويل التجارة (أو تحول المبادلات التجارية). من الفاعل اقتصاديًّا أن تنتج السلعة في أرخص بلد منتج لها، ولكن هذا لا يحدث إذا كان لبلد منتج غالٍ لها اتفاقيات تجارة حرة وكان أمام البلد المنتج الرخيص تعاريف جمركية. تطبيق التجارة الحرة على البلد المنتج الغالي وعدم تطبيقها على البلد المنتج الرخيص قد يؤدي إلى تحويل التجارة وخسارة اقتصادية صافية. من أجل هذا يركّز كثير من علماء الاقتصاد على المفاوضات من أجل وضع حدود على التعريفات الجمركية العالمية، كما في جولة الدوحة للتنمية.

### آراء الاقتصاديين
المطبوعات التي تحلل الاقتصاد في نظم التجارة الحرة غزيرة جدًّا، وفيها عمل كثير يُجرى من أجل معرفة الآثار النظرية والعملية لها. مع أن التجارة الحرة تصنع رابحين وخاسرين، فإن بين علماء الاقتصاد إجماعا واسعًا على أنّها ربحٌ صافٍ للمجتمع كلّه. في استطلاع جرى عام 2006 لعلماء الاقتصاد الأمريكيين (83 عالمًا)، «وافق 87,5% أن على الولايات المتحدة أن تلغي التعاريف الجمركية الباقية والحواجز التجارية الأخرى»، و«90,1% عارضوا اقتراح منع الولايات المتحدة لشركاتها من الاستعانة بعمالة من البلدان الأخرى».
يقول بروفسور الاقتصاد في هارفارد نيكولاس غريغوري مانكيو «قليلةٌ هي الأفكار التي تحظي بين خبراء الاقتصاد بإجماعٍ كإجماعهم على أن التجارة العالمية المفتوحة تزيد النموّ الاقتصاديّ وترفع أساسيّات العيش». في استطلاع على خبراء الاقتصاد الرائدين، لم يعارض أي واحد منهم أن «التجارة الحرة تطوّر القدرة الإنتاجية وتوفّر للمستهلكين خيارات أفضل، وتصبح هذه المكاسب على المدى البعيد أكبر من أي تأثيرات على العمل».
يوافق معظم علماء الاقتصاد أنه وإن كان كانت زيادة العائدات قد تعني استقرار إحدى الصناعات في منطقة جغرافية معينة بلا أي سبب اقتصادي قوي من نظرية الأفضلية المقارنة، فإن هذا ليس سببًا لمعارضة التجارة الحرة لأن مستوى العائدات التي يستمتع بها الرابح والخاسر كلاهما تزيد في حالة التجارة الحرة، نعم يربح الرابح أكثر من الخاسر، ولكن كلاهما يربح أكثر من قبل بالمطلق.